# Christos Tsiolkas
Christos Tsiolkas (ur. w 1965 w Melbourne) – australijski prozaik, dramaturg, scenarzysta.
Na podstawie jego powieści Loaded (powstała w 1995) zrealizowano film Head On (w 1998).
Zdobywca nagrody The Age Book of the Year w 2006 za Martwą Europę oraz prestiżowej Commonwealth Writers' Prize w 2009 za "Klaps" ("The Slap"). 